# Edin Terzić
Edin Terzić (Menden, 30 de octubre de 1982) es un exfutbolista y entrenador alemán. Actualmente está sin club.

## Trayectoria como director técnico
Comenzó a trabajar en el Borussia Dortmund en la época de Jürgen Klopp. También desarrolló las funciones de ayudante de Hannes Wolf en las categorías inferiores del club y de Slaven Bilić en el Beşiktaş y el West Ham.
En 2018, se incorporó al cuerpo técnico del primer equipo del Borussia Dortmund, siendo uno de los asistentes de Lucien Favre. En diciembre de 2020, fue nombrado entrenador interino del Borussia Dortmund hasta final de temporada, tras la destitución de Lucien Favre. Llevó al equipo renano a conseguir la 3ª posición en la Bundesliga y a ganar la Copa de Alemania, pasando a desempeñar las funciones de director técnico para la temporada siguiente.
El 23 de mayo de 2022, inició su segunda etapa en el banquillo del Signal Iduna Park, relevando a Marco Rose, con un contrato de 3 años de duración.Luego de alcanzar la final de la UEFA Champions League, rescindió su contrato con el club alemán en junio de 2024.

## Clubes

### Como jugador
| Club            | País     | Año       |
| --------------- | -------- | --------- |
| Iserlohn 46/49  | Alemania | 2003-2004 |
| Westfalia Herne | Alemania | 2004-2006 |
| Wattenscheid 09 | Alemania | 2006-2007 |
| Westfalia Herne | Alemania | 2007-2008 |
| Cloppenburg     | Alemania | 2008-2010 |

### Como entrenador
| Equipo                       | Div.  | Temporada | Liga  | Liga | Liga | Liga | Liga |       | Copa | Copa | Copa | Copa  |    | Internacional | Internacional | Internacional | Internacional | Internacional |   | Otros | Otros | Otros | Otros |    | Totales     | Totales | Totales | Totales | Totales | Totales | Totales | Totales |
| Equipo                       | Div.  | Temporada | Part. | G    | E    | P    | Pos. | Part. | G    | E    | P    | Part. | G  | E             | P             | Pos.          | Part.         | G             | E | P     | Part. | G     | E     | P  | Rendimiento | GF      | GC      | Dif.    |         |         |         |         |
| ---------------------------- | ----- | --------- | ----- | ---- | ---- | ---- | ---- | ----- | ---- | ---- | ---- | ----- | -- | ------------- | ------------- | ------------- | ------------- | ------------- | - | ----- | ----- | ----- | ----- | -- | ----------- | ------- | ------- | ------- | ------- | ------- | ------- | ------- |
| Borussia Dortmund · Alemania | 1.ª   | 2020-21   | 23    | 14   | 3    | 6    | 3.º  | 5     | 5    | 0    | 0    | 4     | 1  | 1             | 2             | 1/4           | -             | -             | - | -     | 32    | 20    | 4     | 8  | 66.67%      | 74      | 42      | +32     |         |         |         |         |
| Borussia Dortmund · Alemania | 1.ª   | 2022-23   | 34    | 22   | 5    | 7    | 2.º  | 4     | 3    | 0    | 1    | 8     | 3  | 3             | 2             | 1/8           | -             | -             | - | -     | 46    | 28    | 8     | 10 | 66.67%      | 101     | 54      | +47     |         |         |         |         |
| Borussia Dortmund · Alemania | 1.ª   | 2023-24   | 34    | 18   | 9    | 7    | 5.º  | 3     | 2    | 0    | 1    | 13    | 7  | 3             | 3             | 2.º           | -             | -             | - | -     | 50    | 27    | 12    | 11 | 62%         | 92      | 57      | +35     |         |         |         |         |
| Borussia Dortmund · Alemania | Total | Total     | 91    | 54   | 17   | 20   | -    | 12    | 10   | 0    | 2    | 25    | 11 | 7             | 7             | -             | -             | -             | - | -     | 128   | 75    | 24    | 29 | 64.84%      | 267     | 153     | +114    |         |         |         |         |
| 1. 2.                        |       |           |       |      |      |      |      |       |      |      |      |       |    |               |               |               |               |               |   |       |       |       |       |    |             |         |         |         |         |         |         |         |

#### Resumen por competiciones
| Competición                  | Partidos | Ganados | Empatados | Perdidos | Ganados % | Mejor resultado |
| ---------------------------- | -------- | ------- | --------- | -------- | --------- | --------------- |
| Bundesliga                   | 91       | 54      | 17        | 20       | 65.57%    | Subcampeón      |
| Copa de Alemania             | 12       | 10      | 0         | 2        | 83.33%    | Campeón         |
| Liga de Campeones de la UEFA | 25       | 11      | 7         | 7        | 53.33%    | Subcampeón      |
| TOTAL                        | 128      | 75      | 24        | 29       | 64.84%    | Un título       |

## Palmarés

### Como entrenador
| Título           | Club              | País     | Año     |
| ---------------- | ----------------- | -------- | ------- |
| Copa de Alemania | Borussia Dortmund | Alemania | 2020-21 |